# Močiar
Močiar este o comună slovacă, aflată în districtul Banská Štiavnica din regiunea Banská Bystrica. Localitatea se află la altitudinea de 620 m deasupra n.m., se întinde pe o suprafață de 20,92 km2 și în 2017 număra 159 de locuitori.

## Istoric
Localitatea Močiar este atestată documentar din 1305.

## Demografie
| An:                | 1994 | 2004 | 2014    | 2024   |
| ------------------ | ---- | ---- | ------- | ------ |
| Număr de persoane: | 196  | 147  | 167     | 165    |
| Diferență:         |      | −25% | +13,60% | −1,19% |

| An:                | 2023 | 2024   |
| ------------------ | ---- | ------ |
| Număr de persoane: | 161  | 165    |
| Diferență:         |      | +2,48% |